# Pinilla del Valle
Pinilla del Valle ist eine Gemeinde (municipio) mit 200 Einwohnern (Stand: 2024) in der Autonomen Gemeinschaft Madrid.

## Lage und Verkehr
Pinilla del Valle liegt etwa 70 Kilometer nordnordwestlich der Stadt Madrid. Im Gemeindegebiet liegt die Talsperre Pinilla, die hier den Lozoya aufstaut.

## Bevölkerungsentwicklung
| Jahr      | 1960 | 1970 | 1981 | 1991 | 2001 | 2011 | 2021 |
| Einwohner | 302  | 198  | 137  | 156  | 160  | 205  | 196  |

## Sehenswürdigkeiten
- Michaeliskirche (Iglesia de San Miguel)
- Archäologische Fundstätte Los Calveros (Yacimientos del Calvero de la Higuera), Spuren der Neandertaler
- Rathaus

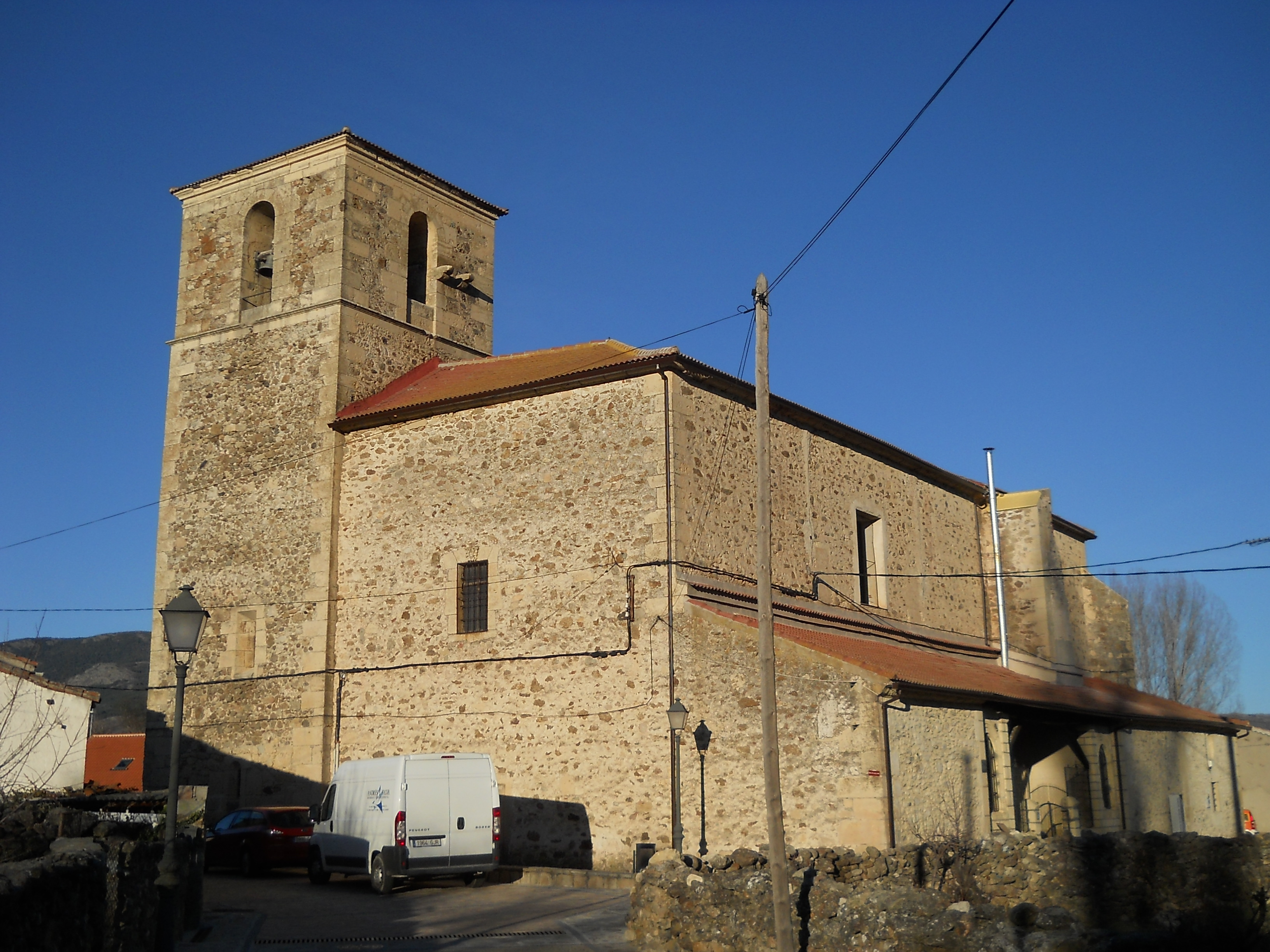
Michaeliskirche
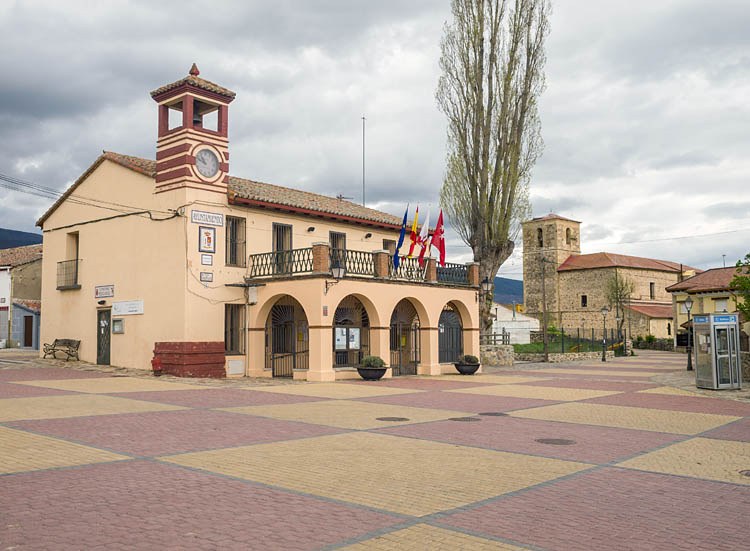
Rathaus